# Rosa Galcerán
Rosa Galcerán Vilanova (Barcelona, 24 de noviembre de 1917 - 28 de noviembre de 2015) fue una dibujante de historietas, publicista y poeta española. Como dibujante de cómic fue pionera en un tiempo en el que la profesión era mayoritariamente masculina.

## Trayectoria
Galcerán realizó sus primeras publicaciones en la revista Porvenir en 1937. Entre 1942 y 1946, se unió a la productora Diarmo Films colaborando en las primeras películas de animación junto a Arturo Moreno: El capitán Tormentoso, Garbancito de la Mancha (1945) -primer largometrajes de dibujos animados de España y el primero realizado en color de Europa- y Alegres vacaciones. Alternó este trabajo con colaboraciones en la revista en Mis Chicas de la editora Consuelo Gil.
Al finalizar ese periodo y hasta 1971, desarrolló la mayor parte de su trabajo para las publicaciones femeninas de la Editorial Toray. Principalmente, trabajó para la revista Azucena (1946) de la que fue dibujante, guionista, fundadora y creadora además de la colección Cuentos de la Abuelita (1949).
Fue miembro del grupo literario Poesía Viva y del Seminario de investigación poética. Además de su trabajo en ilustración y publicidad, Galcerán se dedicó a la pintura y publicó varios trabajos de poesía. En 1997, publicó el libro Poemes de Tardor (Ed. Poesía Viva) y en 2004 Sons y Ressons (Ed. Comte D’aure, S. L. 2004, eBook).

## Reconocimientos
- 2011 Medalla al trabajo President Macià de la Generalidad de Cataluña.[2]

- 2014 Premio de Honor ACC de la Asociación de Autoras de Cómic.[5]
- 2017 El X Encuentro Internacional de Mujeres Singulares celebrado en la Universidad de Sevilla estuvo dedicado a su figura con el título Rosa Galcerán. La fuerza y la minuciosidad narrativa.[6]

## Valoración
El crítico Jesús Cuadrado ha destacado, además, la fluidez de sus secuencias.